# 94 Aurora
För andra betydelser, se Aurora (olika betydelser).
94 Aurora eller A912 TC är en av de största asteroiderna upptäckt 6 september 1867 av den kanadensisk-amerikanske astronomen J. C. Watson i Ann Arbor. Asteroiden har fått sitt namn efter gudinnan Aurora inom romersk mytologi.
Med en albedo på endast 0,04 är den mörkare än sot och dess sammansättning består av karbonater. Den är ovalt formad.